# Четврта влада Николе Христића
Четврта влада Николе Христића је била влада Краљевине Србије од 27. октобра 1894. до 7. јула 1895.

## Историја
За време Александровог одсуства због званичних посета у иностранству, Милан се на сопствену иницијативу обратио либералима и предложио им да саставе кабинет. Проба је требало да покаже ко је утицајнији – отац или син. Одговор показује формирање Христићеве владе (27. октобар 1894.) и потискивање либерала. Христићеву владу чинили су умерени напредњаци и један умерени радикал. Четврта влада Николе Христића може се сврстати у ред неутралних влада. Милан је 7. децембра напустио Србију. Александар је све више преузимао кормило државе. На ручку у двору поводом крсне славе краљ је разговарао са председником Државног савета, Стојаном Новаковићем који је тада практично био на челу Напредне странке. По краљевом наређењу, Милутин Гарашанин је отишао у Париз као српски посланик. Краљ га је уклонио као препреку за споразум са напредњацима. Краљева наклоност ка напредњацима може се схватити и Ристићевом изајвом којом осуђује политику двора.
Милан је боравио у иностранству 4 месеца. Краљ се озбиљно носио мишљу да помири оца и мајку како би својој династији повратио углед. Било му је јасно да ће морати посетити обоје. Краљев пут у Париз (код Милана) био је неочекиван. Власт је оставио Христићевој влади, до свог повратка у земљу. Краљеви разговори са оцем у Паризу нису познати. Док је боравио у Паризу, потписао је указ којим су расписани избори за 19. април. Ристић је окупљао опозицију све три странке у жељи да обори Христићеву неутралну владу. Христићево уклањање свих партијских чиновника ујединило је три странке у борби против тренутне владе. Краљ је помишљао на државни удар уколико избори не буду у корист владе. На краљеву срећу, то се није догодило. Радикали су изјавили да ће се уздржати од учешћа, али су променили одлуку по Пашићевим инструкцијама. Изгреда на изборима није било. Напредњаци су однели преко 150 посланичких места.
Напредњаци су били подељени на оне из престонице и оне из унутрашњости. Први су били „европејци“ и либерали, а други су себе представљали као националне ослободиоце и по политичком убеђењу конзервативце (умерени). Краљ се ослањао на умерене напредњаке. Спречавао је контакте напредњака са Милутином Гарашанином. Цепа се и либерална странка, услед сукоба Ристића и митрополита Михаила. Скупштина (која се састала у Нишу 25. априла) је имала задатке да одобри државни удар из 1894. године. Друго питање било је да одобри страни зајам који би спречио финансијску пропаст земље. Скупштина је укинула закон о забрани повратка краљевих родитеља у земљу. Припремала се промена владе, јер је Христић био Наталијин лични непријатељ.
Наталија је дочекана у Београду 10. маја 1895. године. Своје изјаве да неће узимати учешћа у политичком животу земље изгледа да је брзо заборавила. Свога сина окружила је девојкама чиме му је одвраћала пажњу. Краљица је дочекана од стране великог броја људи, на шта је краљ Александар био веома поносан. Краљичин долазак означио је крај Христићеве владе. Нову владу саставио је Стојан Новаковић. Краљ се тако вратио страначким владама.

## Чланови владе
| Функција                                                  | Слика             | Име и презиме       | Детаљи                          |
| --------------------------------------------------------- | ----------------- | ------------------- | ------------------------------- |
| Председник министарског савета и министар унутрашњих дела |                   | Никола Христић      |                                 |
| Министар иностраних дела                                  |                   | Милан М. Богићевић  |                                 |
| Министар правде                                           |                   | Михаило К. Ђорђевић | до 20.3/1.4. 1895.              |
| Министар правде                                           | Ђорђе Стефановић  |                     |                                 |
| Министар финансија                                        |                   | Вукашин Ј. Петровић | до 22.4/4.5. 1895.              |
| Министар финансија                                        |                   | Стеван Здравковић   | заступник, до 1/13.5. 1895.     |
| Министар финансија                                        | Стеван Д. Поповић |                     |                                 |
| Министар просвете и црквених дела                         |                   | Михаило К. Ђорђевић | заступник, до 23.10/4.11. 1894. |
| Министар просвете и црквених дела                         | Љубомир Клерић    |                     |                                 |
| Министар војни                                            |                   | Милован С. Павловић |                                 |
| Министар грађевина                                        |                   | Стеван Здравковић   |                                 |
| Министар народне привреде                                 |                   | Сима Лозанић        |                                 |